# Емабуда (община)
Община Емабуда (на шведски: Emmaboda kommun) е административна единица, разположена на територията на лен Калмар, южна Швеция. Притежава обща площ 722 km2 и население 8964 души (към 31 декември 2013). На север община Емабуда граничи с община Нюбру, на изток с общините Калмар и Туршос, на юг с общините от лен Блекинге — Карлскруна и Ронебю, а на запад с общините от лен Крунубери — Лесебу и Тингсрюд. Административен център на община Емабуда е едноименния град Емабуда.

## Население
Населението на община Емабуда през последните няколко десетилетия е с лека тенденция към намаляване. Гъстотата на населението е 12,95 д/km2.
| Население на община Емабуда в годините между 1970 и 2010 | Население на община Емабуда в годините между 1970 и 2010 | Население на община Емабуда в годините между 1970 и 2010 | Население на община Емабуда в годините между 1970 и 2010 | Население на община Емабуда в годините между 1970 и 2010 |
| -------------------------------------------------------- | -------------------------------------------------------- | -------------------------------------------------------- | -------------------------------------------------------- | -------------------------------------------------------- |
| Година                                                   |                                                          |                                                          | Население                                                |                                                          |
| 1970                                                     | 1970                                                     |                                                          | 11 787                                                   | 11 787                                                   |
| 1975                                                     | 1975                                                     |                                                          | 11 699                                                   | 11 699                                                   |
| 1980                                                     | 1980                                                     |                                                          | 11 324                                                   | 11 324                                                   |
| 1985                                                     | 1985                                                     |                                                          | 10 854                                                   | 10 854                                                   |
| 1990                                                     | 1990                                                     |                                                          | 10 689                                                   | 10 689                                                   |
| 1995                                                     | 1995                                                     |                                                          | 10 358                                                   | 10 358                                                   |
| 2000                                                     | 2000                                                     |                                                          | 9772                                                     | 9772                                                     |
| 2005                                                     | 2005                                                     |                                                          | 9543                                                     | 9543                                                     |
| 2010                                                     | 2010                                                     |                                                          | 9187                                                     | 9187                                                     |
| Източник: SCB - Преброяване по регион и време            |                                                          |                                                          |                                                          |                                                          |

## Селищни центрове в общината
Селищните центрове (на шведски: tätort) в община Емабуда са 5 и към 31 декември 2010 година имат съответно население:
| # | Селищен център           | Население към 31 декември 2010 |
| - | ------------------------ | ------------------------------ |
| 1 | Емабуда (Emmaboda)       | 4824                           |
| 2 | Висефйерда (Vissefjärda) | 670                            |
| 3 | Йохансфорш (Johansfors)  | 409                            |
| 4 | Лонгасшьо (Långasjö)     | 348                            |
| 5 | Ериксмола (Eriksmåla)    | 231                            |

Административният център на община Емабуда е удебелен.